# Тимченко, Александр Григорьевич
Александр Григорьевич Тимченко (1927—1984) — советский работник нефтяной промышленности, Герой Социалистического Труда (1959).

## Биография
Родился 25 марта 1927 года в городе Грозный.
После окончания школы, с 1943 года, работал на предприятиях нефтяной промышленности простым рабочим. В 1950 году приехал в Татарию на освоение нефтяных месторождений, работал вышкомонтажником в конторе бурения треста «Татнефть». Освоил новый метод по демонтажу, перетаскиванию и монтажу буровой установки, за что был удостоен звания Героя Социалистического Труда. Метод Тимченко перенимали и другие буровики. В Лениногорском управлении буровых работ Александр Тимченко был руководителем лучшей бригады. Занимался и общественной деятельностью — был депутатом Верховного Совета Татарской АССР.
Когда были открыты нефтяные месторождения в Тюмени, поехал трудиться на Тюменский север. С февраля 1965 года — бригадир вышкомонтажной бригады в Усть-Балыкской и Сургутской конторах бурения, Сургутском вышкомонтажном управлении. За время работы в объединении «Сургутнефтегаз» всё также показывал образцы ударного труда — строил более 100 вышек в год.
Умер 28 апреля 1984 года.

## Награды
- 19 марта 1959 года А. Г. Тимченко было присвоено звание Героя Социалистического Труда с вручением ордена Ленина.
- Награждён орденами Октябрьской революции и Трудового Красного Знамени, а также медалями.

## Память
- В марте 2008 года в честь А. Г. Тимченко была установлена памятная доска в Сургуте на доме, где он жил[3].